# 김예령 (정치인)
김예령(1970년 11월 23일 ~ )은 대한민국의 정치인으로 전직 기자 출신이다.

## 경력
- 1997 ~ 2020 경기방송 정치부 기자
- 2020 미래통합당 선거대책위원회 대변인
- 2020 ~ 2021 국민의힘 대변인
- 2021 국민의힘 서울시장 보궐선거 선거대책위원회 대변인
- 2021 ~ 2022 국민의힘 제20대 대통령 선거 선거대책본부 대변인단 대변인{\displaystyle }
- 2022 국민의힘 지방선거 서울시장 후보 오세훈 캠프 대변인
- 2022 ~ 2023 김기현 이기는 캠프 수석 대변인
- 2023 ~ 2024 국민의힘 대변인

## 방송
- 나는 국대다 (2021) - 심사위원